# Szirtes Andor
Szirtes Andor (Varannó-Csemernye, 1907. március 8. – 1943) publicista. Személye, publicisztikája és gondolkodástörténeti szerepe az úgynevezett oppósok, Szabó Lajos és Tábor Béla között helyezhető el.

## Élete
Szirtes Andor 1907 március 8-án született, szülei Schwartz Manó és Landeszman Fanni.
A Vas utcai kereskedelmiben érettségizett, majd Brünnben textilvegyészetet tanult. Tagja volt a Bartha Miklós Társaságnak. Első publikációja a Kortársban jelent meg 1930-ban, utolsó ismert munkája a Gáspár Zoltán által szerkesztett Mai enciklopédia című kötet több szócikkének (Arisztokrácia, Államcsíny, Bolsevizmus, Középeurópa, Leninizmus, Polgárháború, Szindikalizmus, Sztalinizmus, Trockizmus) megalkotása volt. Művei a Századunkban, a Szép Szóban jelentek meg, esszéit a korabeli Magyar Fórumban publikálta. Következetesen baloldali szempontból írt rendszerkritikái radikális elemzések voltak. Tájékozottságának minőségéről tanúskodik, hogy a frankfurti iskoláról ő írta magyarul az első beszámolókat. Nevezetes cikke, amely a Szovjetunióban lezajlott első nagy pörök értelmezését adta, jellemző módon a Thermidor után címet kapta.
Életviszonyai, majd korai halála megakadályozta a teljes kibontakozásban, alig egy évtized alatt született meg kitűnő íráskészséget mutató életműve, ami így csak viszonylag kis szövegkorpusz maradt.
Lengyel András irodalomtörténész, életművének tanulmányozója, úgy jellemzi Szirtes Andor marxista indíttatású radikális rendszerkritikáját, hogy az szabadságfinalitású, minden doktrinerségtől mentes, sztálinizmusellenes és modern.
Halálának pontos dátuma és helye ismeretlen, munkaszolgálatosként tűnt el az ukrán fronton 1943-ban.
A Lukács György Alapítvány 2015-ben támogatást adott a Syllabux Kiadónak a „Társadalomkritika és progresszió” című tanulmánykötet hagyományébresztő kiadásához (http://syllabux.hu/books/tarsadalomkritika-es-progresszio?id=200).

## Publikációi (nem teljes)
| Folyóirat                                                                                        | év   | szám              | Az írás címe | Megjegyzés   |
| ------------------------------------------------------------------------------------------------ | ---- | ----------------- | --- | ------------ |
| Kortárs                                                                                          | 1930 | XII.              | Totalitás…partikularitás… | Szerzői cikk |
| Kortárs                                                                                          | 1931 | I.                | Idegen emberek: Márai Sándor regénye | Ismertetés   |
| Független Szemle                                                                                 | 1934 | III-IV.           | A magyar progresszió útja | Szerzői cikk |
| Független Szemle                                                                                 | 1934 | II.               | Saldo: 1933 | Szerzői cikk |
| Századunk                                                                                        | 1935 | V.                | A jelenkor filozófiája. Ernst v. Aster: Die Philosophie der Gegenwart.                                                                  | Ismertetés   |
| Századunk                                                                                        | 1935 | VI-VII            | Magyar Folyóiratszemle rovatban szignó nélküli cikkek                                                                                   | Ismertetés   |
| Századunk                                                                                        | 1935 | X-XI.             | A német köztársaság története. Arthur Rosenberg: Geschichte der Deutschen Republik                                                      | Ismertetés   |
| Századunk                                                                                        | 1936 | III és XI hónapok | sza.a. szignóval folyóiratismertető cikkek                                                                                              | Ismertetés   |
| Szocializmus                                                                                     | 1936 | XII.              | A magyar szabadkőművesség szerepe. Dr. Jancsó Elemér: A magyar szabadkőművesség irodalmi és művelődéstörténeti szerepe a 18. században. | Ismertetés   |
| Századunk                                                                                        | 1936 | IX-X.             | Thermidor után | Szerzői cikk |
| Szocializmus                                                                                     | 1937 | IV.               | Doveri átkelés. Cs. Szabó László könyve                                                                                                 | Ismertetés   |
| Századunk                                                                                        | 1937 | IV-V.             | Braun Róbert, a szociográfus | Szerzői cikk |
| Szocializmus                                                                                     | 1937 | XII.              | Az "elnémult harangok" kora. Dr. Mester Miklós: Az autonóm Erdély                                                                       | Ismertetés   |
| Századunk                                                                                        | 1937 | II-III.           | Beregi Tivadar: Léon Blum | Ismertetés   |
| Századunk                                                                                        | 1937 | VI-VII            | Vulnera Hungariae…Az újabb magyar szociográfisi irodalom kérdéséhez                                                                     | Szerzői cikk |
| Századunk                                                                                        | 1938 | VII-VIII.         | Család és tekintényuralom | Szerzői cikk |
| Magyar Fórum                                                                                     | 1938 | VI.               | Zsidókérdés Magyarországon | Szerzői cikk |
| Szép Szó                                                                                         | 1938 | VII.              | Erdei Ferenc: Parasztok | Ismertetés   |
| Szép Szó                                                                                         | 1938 | XI.               | Egy "klasszikus" szocialista. Karl Kautsky halálára,                                                                                    | Szerzői cikk |
| Századunk                                                                                        | 1938 | III-IV.           | A zsidókérdésről. Írta: Dr. Torda László. Világkép könyvtár 6. sz.                                                                      | Ismertetés   |
| Szép Szó                                                                                         | 1939 | III-IV.           | Földreform ipari kisajátítással | Szerzői cikk |
| Szép Szó                                                                                         | 1939 | V_VI.             | Egy "korszerű" szocialista. (Veres Péter)                                                                                               | Ismertetés   |
| A társadalomtudomány és a munkásság. Az SzDP kiadványa, 25-40. oldal. Szerkesztette Mónus Illés. | 1940 |                   | A magyar progresszió és a munkásság. | Szerzői cikk |
| Mai enciklopédia                                                                                 | 1941 |                   | (kilenc szócikk) | Társszerző   |
| Kiadatlan                                                                                        | ….   | ….                | A proletariátus változásai. (Szociológiai kísérlet) töredék                                                                             | Társszerző   |